# 3490 Šolc
3490 Šolc eller 1984 SV är en asteroid i huvudbältet som upptäcktes den 20 september 1984 av den tjeckiske astronomen Antonín Mrkos vid Kleť-observatoriet i Tjeckien. Den är uppkallad efter den tjeckiske uppfinnaren Ivan Šolc.
Asteroiden har en diameter på ungefär 4 kilometer och den tillhör asteroidgruppen Vesta.